# Iglesias ortodoxas veterocalendaristas griegas
Las Iglesias ortodoxas veterocalendaristas griegas (en griego: Παλαιοημερολογίτες, Paleoimerologites) son las Iglesias sucesoras en causa de los grupos de fieles y clérigos originarios de la Iglesia ortodoxa estatal de Grecia o de Patriarcado de Constantinopla que se declararon en contra y en desacuerdo frente al abandono del uso del Calendario tradicional o Patrístico, también llamado como Calendario Juliano (aunque no nombrado de manera canónica). Fueron duramente perseguidos desde 1924 hasta 1974. Actualmente están formalmente aprobados y protegidos por el estado Griego. Comúnmente son denominados Ortodoxos Veterocalendaristas.

## Historia

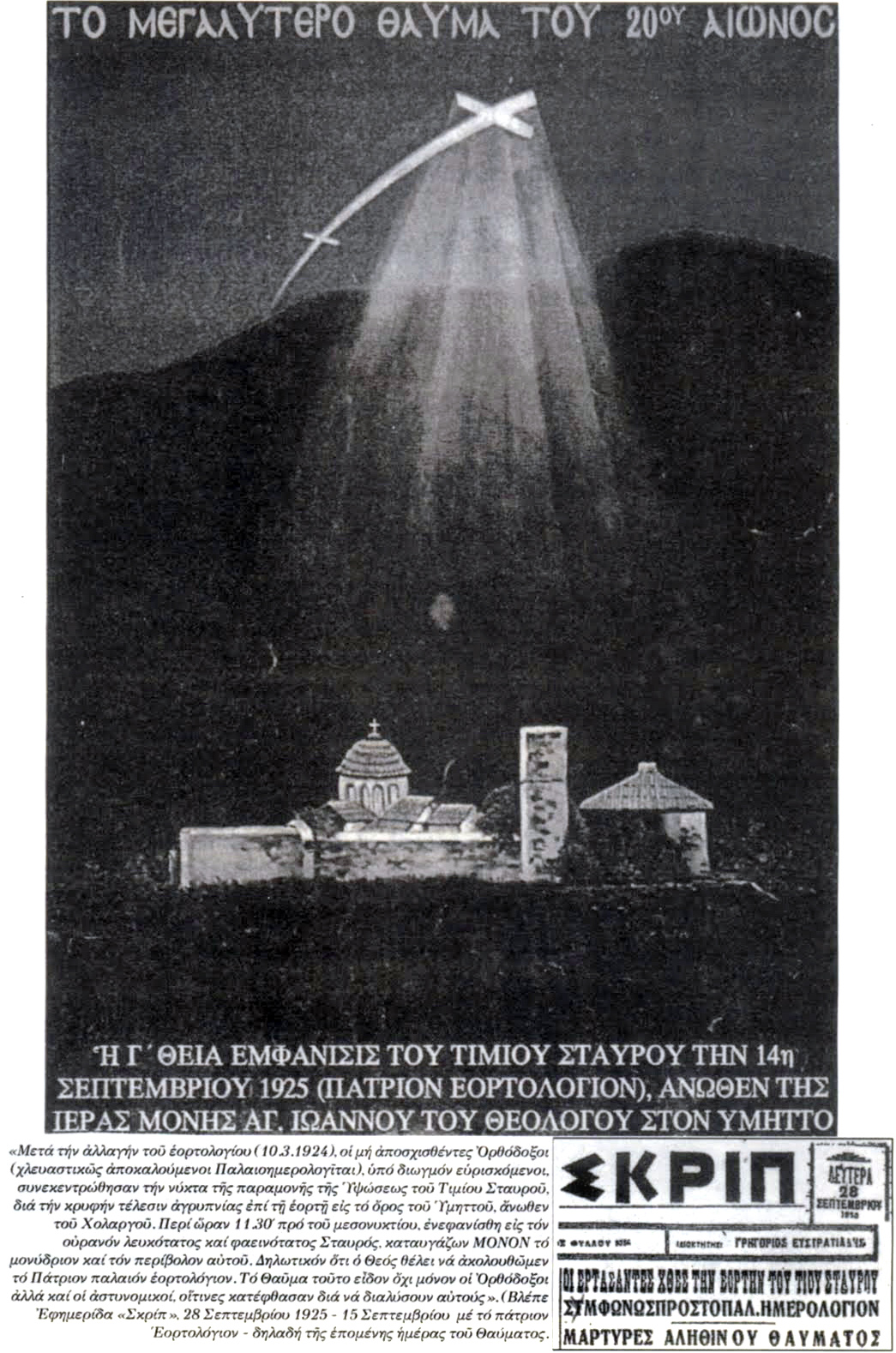
Vista de la de la aparición de la Santa Cruz en Himeto. Fuente: Diario SKRIP (Atenas, Grecia 1925)

En el año 1924, los obispos de la Iglesia ortodoxa de Grecia, con el Arzobispo Chrysostomos (Papadopoulos) a su cabeza, implementaron el uso del calendario gregoriano, cambio que ya había sido discutido en un "Congreso Pan-Ortodoxo" de 1923. En respuesta, el Metropolita Germanos de Demetrias, se retiró como protesta de su pertenencia al Santo Sínodo. El movimiento "Vetero Calendarista" surgió para oponerse a la adopción del que por entes religiosos sería conocido como "Calendario Juliano revisado".
El movimiento fue sostenido y animado por monjes Athonitas que apoyaban el rechazo al cambio de calendario, cientos de parroquias y su clero se negaron a reconocer el nuevo calendario, así como docenas de monasterios en toda Grecia. Grupos de laicos y hermandades se formaron para mantener el uso del calendario juliano, pese a la persecución que se hizo presente.
En 1925 ocurrió el suceso más conocido: Una gran cruz luminosa apareció en el cielo sobre una iglesia vetero calendarista (el Monasterio de San Juan el Teólogo en Himeto, Atenas) escondida a causa de las persecuciones, lo que fue admirado por cientos de personas en la fiesta de la Exaltación de la Santa Cruz, muchos de los testigos fueron personajes notables de la sociedad e incluso la policía que fueron a arrestar al tumulto causado por este evento, y de los presentes muchos se convirtieron esa noche.
En 1935, después de más de 10 años, tres Metropolitas, Germanos de Demetrias, el antiguo Metropolita de Florina, Chrysostomos (Kavouridis) y Chrysostomos (Demetriou) de Zakynthos declararon que el Arzobispo de Athenas era cismático y declararon:

"Aquellos que ahora administran la Iglesia de Grecia han dividido la unidad de la Ortodoxia por causa de la innovación del calendario, y han colocado al pueblo griego ortodoxo en dos fracciones opuestas. Ellos no solamente han violado la Tradición Eclesiástica la cual fue consagrada por los Siete Concilios Ecuménicos y sancionada por la antigua práctica milenaria de la Iglesia Ortodoxa, sino que también han tocado el dogma de la Una, Santa, Católica y Apostólica Iglesia. Por tanto aquellos quienes ahora administran la Iglesia Griega, Por causa de su unilateral, anticanónica e impensada introducción del Calendario Gregoriano, se han cortado a su mismos completamente del tronco de la Ortodoxia, y se han declarado a sí mismos como en esencia cismáticos en relación con las Iglesias Ortodoxas las cuales han permanecido siempre fundamentadas en los Siete Concilios ecuménicos y las leyes ortodoxos y tradiciones, las Iglesias de Jesusalén, Antioquía, Serbia, Polonia, de la Santa Montaña y  de la Montaña escabel de Dios de Sinaí, etc....Esto esta confirmado por la Comisión conformada por los mejores juristas y Profesores de Teología de la Universidad Nacional que ha sido asignada para estudiar la cuestión del Calendario,(…) Desde que su Beatitud el Arzobispo de Atenas coloco por sí mismo su firma se a declarado a sí mismo ser un cismático, que necesidad tenemos de tener testigos para demostrar que el y los jerarcas  que piensan como él se han vuelto cismáticos, en esto han dividido la unidad de la Ortodoxia por medio de la innovación del calendario y dividido el alma eclesiástica y étnica del Pueblo ortodoxo griego"

Desde el 23 abril al 26 de abril de 1935 se realizó la ordenación de cuatro nuevos obispo, que fueron los Archimandritas:
- Germanos (Barikopoulos)como Obispo de Kyklades
- Christoforos (Hatzis) como Obispo de Megara
- Polycarpo (Liosis) como Obispo de  Diavleia
- Matheo (Karpathakes) como Obispo de Bresthena.